# Hồ Đắc Kiện
Hồ Đắc Kiện (?-1948) là một liệt sĩ Việt Nam.
Hồ Đắc Kiện nguyên người ở Nghệ An. Năm 1945, khi quân Pháp nổ súng tái chiếm Nam Bộ, ông tham gia Đoàn quân Nam tiến vào Sóc Trăng chi viện cho lực lượng Vệ quốc đoàn. Tháng 3 năm 1948, ông là Chính trị viên Đại đội 2, thuộc Trung đoàn 123, Quân khu IX. Trong trận đánh chặn lộ Đông Dương tại khu vực thuộc xã Thuận Hòa, huyện Châu Thành cũ, tỉnh Sóc Trăng cũ, ông trúng đạn tử trận. Năm 1949, chính quyền Việt Nam Dân chủ Cộng hòa thành lập một xã mới đặt theo tên ông là xã Hồ Đắc Kiện thuộc huyện Châu Thành, tỉnh Sóc Trăng.